# Scathophaga robusta
Scathophaga robusta är en tvåvingeart som först beskrevs av Charles Howard Curran 1927.  Scathophaga robusta ingår i släktet Scathophaga och familjen kolvflugor.
Artens utbredningsområde är Alberta. Inga underarter finns listade i Catalogue of Life.